# Pickließem
Pickließem település Németországban, Rajna-vidék-Pfalz tartományban. Lakosainak száma 316 fő (2023. december 31.).

## Népesség
A település népességének változása:
| Lakosok száma | 374  | 268  | 270  | 278  | 298  | 311  | 316  |
|               | 1975 | 2010 | 2017 | 2019 | 2021 | 2022 | 2023 |